# Fabrício Dias
Fabrício Stevens Finotti Dias, anche noto come Lorena (San Paolo, 12 gennaio 1979), è un pallavolista brasiliano, opposto del Lavras Vôlei.

## Palmarès

### Premi individuali
- 2006 - Pro A: Miglior realizzatore
- 2006 - Liga de Voleibol Superior Masculino: MVP della Regular Season
- 2007 - Pro A: Miglior realizzatore
- 2010 - Superliga: Miglior realizzatore
- 2010 - Superliga: Miglior servizio
- 2012 - Superliga Série A: Miglior realizzatore
- 2018 - Campionato sudamericano per club: Miglior opposto